# Ubik
Ubik (in Italia tradotto anche col titolo Ubik, mio signore) è un romanzo dello scrittore statunitense Philip K. Dick pubblicato nel 1969.
Ubik è considerato uno dei migliori romanzi di Dick, nel quale la sua classica tecnica di entropica dissoluzione della trama e dei personaggi è costantemente spinta da una fantasia irresistibile e da un umorismo nero devastante. Questo romanzo venne pubblicato negli Stati Uniti al culmine dell'ondata psichedelica, e per lungo tempo è stato ritenuto il prodotto delle esperienze dello scrittore californiano con l'LSD. In realtà Dick provò per una sola volta l'acido, e per quanto alcune scene del romanzo nascano dalle visioni avute in quell'occasione, il libro è prevalentemente costruito dalla fantasia di Dick, alimentata per lo più dalle anfetamine.
L'atmosfera allucinatoria e folle del romanzo deriva di fatto dall'interferenza di due piani di realtà, uno dei quali in continua trasformazione, tecnica classica della fantascienza, ma anche della letteratura postmoderna. L'interesse dell'autore verso lo gnosticismo e in particolare verso la figura del demiurgo ebbe una non trascurabile influenza sulla stesura dell'opera.
Philip K. Dick scrisse nel 1974 anche una sceneggiatura per un film che doveva essere tratto dal suo romanzo ma che non fu mai realizzato.

## Trama
(Philip Dick, Ubik)
(Philip Dick, Ubik)
Nel futuro, lo spionaggio commerciale è diventato una guerra combattuta con tutte le armi: anche con i poteri psionici (o "poteri psi"). telepati, telecinetici, ecc., si sforzano di carpire i segreti delle grandi aziende multinazionali. Per ogni offesa si studia una difesa, e per neutralizzare le spie dotate di poteri paranormali si attivano agenzie di neutralizzazione. Una di queste è diretta dall'uomo d'affari Glen Runciter, e per lui lavora il protagonista del romanzo, Joe Chip, un tecnico che intrattiene con Runciter un rapporto di amicizia, non solo di lavoro.
Runciter è anche aiutato dalla moglie Ella, deceduta da tempo, ma tenuta in un moratorium, un centro a pagamento in cui i defunti "non completamente morti" vengono tenuti in una sorta di animazione sospesa (la cosiddetta "semi-vita") dalla quale, attraverso particolari apparecchiature, possono essere messi in comunicazione coi loro cari, consumando a ogni contatto il poco di vita che ancora resta loro. Ogni tanto Runciter si reca a comunicare con la moglie e a chiederne il consiglio, anche se entrare in contatto col cervello della defunta risulta sempre più difficile.
Runciter e Chip, più una pattuglia di inerziali (individui dotati di capacità dette "anti-talenti", in grado di neutralizzare i poteri psi) si trovano a doversi recare sulla Luna per affari, e scoprono troppo tardi di essere stati attirati in un'imboscata, un'esplosione con la quale Hollis, il proprietario della più importante agenzia di spie psi, intende eliminare il suo più grande avversario. Dopo l'esplosione l'unico morto risulta essere Runciter, e Chip con gli inerziali organizza il contrattacco.
Ma presto accade qualcosa di strano; gli oggetti regrediscono: i videotelefoni si trasformano in vecchi telefoni in bachelite, i moderni razzi diventano aerei a elica, le automobili tornano agli anni trenta. Tutto ritorna a un tempo precedente, e una serie di enigmatiche tracce e indizi conducono verso la città di Des Moines. Ed è lì che Joe Chip e la sua squadra di inerziali dovranno portarsi fra episodi surreali e grotteschi, in un mondo pervaso da una misteriosa e paurosa pulsione di morte.
Uno ad uno i membri della squadra cominciano a perire in modi atroci e inspiegabili e Chip comincia a chiedersi se ci sia qualcosa che non funziona nel suo mondo. Quando poi nei bagni iniziano a comparire messaggi di Runciter, Chip si rende conto di essere morto, e di trovarsi, come gli altri membri della squadra, in un moratorium, in animazione sospesa.
Ma Chip non si lascia prendere dallo scoraggiamento per la devastante notizia: in realtà la faccenda è ancor più complicata e il romanzo continua con una serie di colpi di scena sempre più folli, in un crescendo di suspense e di terrore genuinamente metafisico.

## I personaggi principali

### Joe Chip
È il protagonista del romanzo, lavora come tecnico alla Runciter Associates. Considerato da Runciter in persona il migliore tra i suoi dipendenti, Joe ricambia questo rapporto di stima e fiducia con lui perché lo ritiene un grande uomo, uno dei pochi capaci di gestire bene un'azienda. La vita privata di Joe è un disastro: perennemente al verde, senza famiglia e vive in un appartamento condominiale sporco e disordinato che non pulisce mai e che sempre a causa della propria indigenza non può far pulire da nessuno. Nonostante la pessima vita privata è una persona molto puntigliosa (più volte durante il romanzo corregge piccoli errori fatti da altri nel parlare) e tiene molto al buon andamento della Runciter Associates.

### Glen Runciter
Presidente dell'omonima ditta, è un uomo retto e onesto, ancora legato alla defunta moglie, alla quale chiede consigli ogni volta che deve prendere qualche grande decisione. Tiene molto sia alla Runciter Associates che ai propri dipendenti, che cerca disperatamente di salvare dal momento dell'attentato sulla Luna.

### Patricia Conley
Un personaggio del quale non si riesce a capire molto, in quanto è molto fredda e non esterna mai le proprie emozioni, come nota più volte Joe Chip. Ha la strana (e mai riscontrata prima) abilità di modificare il tempo cambiando i propri ricordi, e la usa più volte per confondere gli altri personaggi. Nell'ultima parte del romanzo si nota in lei un sadismo molto marcato: mentre tutti i suoi colleghi muoiono si mostra fredda e allo stesso tempo divertita; in particolare, quando Joe inizia a star male, lei gioca con lui, gli indica la strada per raggiungere una camera dove potrà riposarsi ma non fa niente per aiutarlo, si limita a seguirlo, a volte lo sprona, altre gli dice che non ce la farà. Per una buona parte del romanzo, Philip K. Dick induce il lettore a credere che lei sia la causa dell'invecchiamento del mondo attorno ai personaggi, e lei stessa lo crede.

### Ray Hollis
Nel romanzo non si viene a sapere molto sul personaggio, se non che è il presidente della "Talenti Hollis", società che svolge il ruolo opposto rispetto alla Runciter Associates. A lui viene attribuito l'attentato a Runciter e ai suoi dipendenti. L'unica volta in cui compare nel racconto è sullo schermo di un videofono, quando Joe Chip lo chiama in seguito all'attentato per informarlo che la società gli farà causa. Chip lo descrive come un volto che fluttua senza corpo, con gli occhi infossati che somigliano a "gioielli difettosi", facendo un paragone con un edificio crollato a pezzi che, successivamente, siano stati incollati insieme di nuovo. È impossibile dire se queste siano le vere sembianze di Ray Hollis, in quanto, nel momento in cui lo vede, Chip è in uno stato di semivita, quindi tutto ciò che ha intorno è frutto della sua immaginazione e di quella degli altri semivivi.

## Influenza diUbik
Ci sono almeno due romanzi che sono stati evidentemente ispirati da Ubik, anche se ne hanno rielaborato in modo originale idee, trovate, tecniche e atmosfere tratte dal testo di Philip K. Dick. Uno è il romanzo Amnesia Moon di Jonathan Lethem; l'altro è Cherudek di Valerio Evangelisti. Quest'ultimo ha notato che a sua volta Ubik è molto vicino a un altro romanzo di Dick, uscito pressoché nello stesso periodo, Labirinto di morte (secondo alcuni un'opera minore, secondo altri un gioiello ingiustamente trascurato); e che entrambi devono molto a Dieci piccoli indiani di Agatha Christie.
Lo scrittore Martin Amis, nel suo romanzo La freccia del tempo, ha citato l'iconica frase «Io sono vivo, voi siete morti», trasformandola in «Noi facciamo parte dei vivi, voi dei morti. Noi siamo vivi e voi i morti».

## Edizioni
- Ubik, New York, Doubleday, 1969, OCLC 5282.
- Ubik, mio signore, traduzione di Gianni Montanari, presentazione di Vittorio Curtoni e Gianni Montanari, Galassia, n. 175, Piacenza, La Tribuna, 1972, SBN LIA0235746. - Collana Bigalassia n.42, La Tribuna, 1979.
- Ubik, traduzione di Domenico Cammarota riveduta da Gianni Pilo, Introduzione di D. Cammarota, Collana Il Libro d'Oro n.33, Roma, Fanucci, 1989. - Introduzione di Goffredo Fofi, Collana Economica Tascabile n.33, Fanucci, 1995, ISBN 88-347-0508-4.
- Ubik, il romanzo e la sceneggiatura, traduzione di Gianni Montanari, Introduzione di Sergio Cofferati, n. 81, Economica Tascabile, Roma, Fanucci, 1998, ISBN 88-347-0610-2. - Collana Il Libro d'Oro n.120, Fanucci, 1999, ISBN 88-34-707-12-5.
- Ubik, traduzione di Paolo Prezzavento, Collezione Dick n.15, Roma, Fanucci, 2003, ISBN 88-347-0930-6. - Collezione Philip K. Dick n.5, Edizione speciale per il 25° anniversario della morte (1982-2007), Fanucci, 2007, ISBN 978-88-347-1265-8; Introduzione e cura di Carlo Pagetti, Collana Tascabili Immaginario Extra n.40, Fanucci, 2008-2016, ISBN 978-88-347-1432-4; Collana Narrativa Tascabile, Fanucci, 2017, ISBN 978-88-347-3429-2; Collezione Immaginario Dick, Fanucci, 2019, ISBN 978-88-347-3891-7.
- Ubik, a cura di Emanuele Trevi, traduzione di Marinella Magrì, Introduzione di Emmanuel Carrère, Collana Oscar Moderni Cult, Milano, Mondadori, aprile 2021, ISBN 978-88-047-3148-1.